# میدلسکس، نیوجرسی
میدلسکس (به انگلیسی: Middlesex) شهری در ایالت نیوجرسی کشور ایالات متحده آمریکا است که جمعیت آن در سرشماری سال ۲۰۱۰ میلادی، ۱۳٬۶۳۵ نفر بوده‌است.